# Ricky Fillipov
Ricky Fillipov es un deportista australiano que compitió en judo. Ganó una medalla de plata en el Campeonato de Oceanía de Judo de 1990 en la categoría de –78 kg.

## Palmarés internacional
| Campeonato de Oceanía | Campeonato de Oceanía | Campeonato de Oceanía | Campeonato de Oceanía |
| Año                   | Lugar                 | Medalla               | Categoría             |
| --------------------- | --------------------- | --------------------- | --------------------- |
| 1990                  | Papeete (Francia)     | Medalla de plata      | –78 kg                |